# Raquel Cepeda
Raquel Cepeda (Harlem, Nueva York, 9 de junio de 1973) es una periodista, crítica musical, cineasta y escritora estadounidense de origen dominicano. Editora de la revista OneWorld de Russell Simmons entre 2001 y 2004, Cepeda también fue editora de la galardonada antología And It Don't Stop: The Best American Hip-Hop Journalism of the Last 25 Years, escribió y dirigió la película documental Bling: A Planet Rock y escribió una autobiografía llamada Ave del paraíso: cómo me convertí en latina.
Raquel Cepeda está casada con Sacha Jenkins, un productor de televisión, escritor y músico estadounidense. La pareja vive en Nueva York con sus hijos Djali y Marceau.